# Condado de Nassau-Saarbrücken

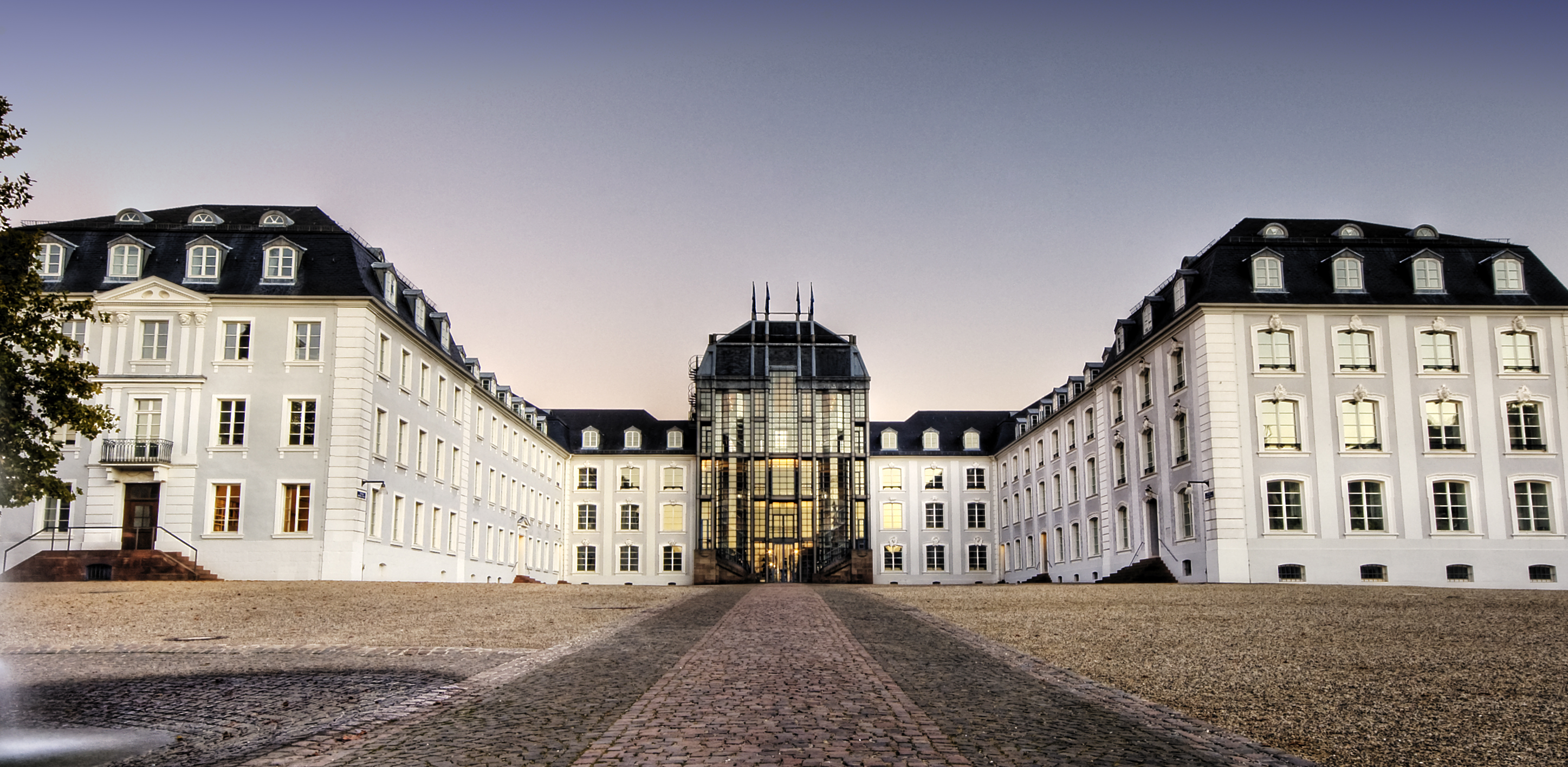
Palácio de Saarbrücken

Nassau-Saarbrücken foi um condado do Sacro Império Romano na Circunscrição da Alta Renânia. Pertenceu a ramificação de Walram da Casa de Nassau.

## Regentes
| reino           | nome             | nascimento | falecimento | família                                |
| --------------- | ---------------- | ---------- | ----------- | -------------------------------------- |
| 1381-1429       | Felipe I         | 1368       | 2-7-1429    |                                        |
| 1429/42-1472    | João II          | 4-4-1423   | 25-7-1472   | filho                                  |
| 1472-1545       | João Ludwig      | 19-10-1472 | 4-6-1545    | filho                                  |
| 1545-1554       | Felipe           | 25-7-1509  | 19-6-1554   | filho                                  |
| 1554-1574       | João III         | 5-4-1511   | 23-11-1574  | irmão                                  |
| 1574-1602       | Felipe IV        | 14-10-1542 | 12-3-1602   | filho de Felipe III de Nassau-Weilburg |
| 1602-1627       | Ludwig II        | 9-8-1565   | 8-11-1627   | filho do irmão                         |
| 1625/7-1640     | Guilherme Ludwig | 18-12-1590 | 22-8-1640   | filho                                  |
| 1640-1642       | Kraft            | 7-11-1621  | 14-7-1642   | filho                                  |
| 1642-1659       | João Ludwig      | 24-5-1625  | 9-2-1690    | irmão                                  |
| 1642-1677       | Gustavo Adolfo   | 27-3-1632  | 9-10-1677   | irmão                                  |
| 1677-1713       | Ludwig Crato     | 28-3-1663  | 14-2-1713   | filho                                  |
| 1713-1723       | Carlos Ludwig    | 6-1-1665   | 6-12-1723   | irmão                                  |
| 1723-1728       | Frederico Ludwig | 3-11-1651  | 25-5-1728   | filho de João Ludwig                   |
| 1728/35/42-1768 | Guilherme Henry  | 6-3-1718   | 24-7-1768   | filho de Wolrad de Nassau-Usingen      |
| 1768-1794       | Ludwig           | 3-1-1745   | 2-3-1794    | filho                                  |
| 1794-1797       | Henrique         | 9-3-1768   | 27-4-1797   | filho                                  |